# Lixophaga thoracica
Lixophaga thoracica är en tvåvingeart som först beskrevs av Charles Howard Curran 1930.  Lixophaga thoracica ingår i släktet Lixophaga och familjen parasitflugor.
Artens utbredningsområde är New York. Inga underarter finns listade i Catalogue of Life.